# Hexatoma albovittata
Hexatoma albovittata är en tvåvingeart som först beskrevs av Edwards 1928.  Hexatoma albovittata ingår i släktet Hexatoma och familjen småharkrankar.
Artens utbredningsområde är Singapore. Inga underarter finns listade i Catalogue of Life.